# Giuseppe Pecis
Giuseppe Pecis (Milano, 1716 – Cinisello, 1799) è stato un letterato, scienziato e uomo di governo italiano nella Milano austriaca.
Di piccola nobiltà bergamasca, si guadagnò la riconoscenza della corte viennese con un poema epico intitolato L'Austriade (1764) e fu autore di altre varie opere in prosa e in versi.
Fece parte, oltre che del Supremo Consiglio di Economia, della Deputazione degli studi, eretta anch'essa nel 1765 e di una giunta per i confini, acqua e strade creata il 6 ottobre 1768.
Nel Consiglio di Governo, istituito da Giuseppe II nel 1786, gli venne affidato il dipartimento competenze sui confini, araldica, naturalizzazioni, feudi, archivi.
Nella nomina a Sovraintendente delle acque e strade voluto da Maria Teresa d'Austria, di lui sono ricordati i suoi "utili e indefessi studi tanto sopra la storia topografica del paese, quanto sopra il gius pubblico e altre scienze..".
Come capo dell'ufficio strade condusse a termine il naviglio di Paderno(1777), ma elaborò una serie di progetti di grande comunicazione: miglioramenti del collegamento del Gottardo, creazione di nuovi accessi alla Svizzera per lo Spluga e l'Engadina, col Trentino ed il Tirolo per la Valtellina e lo Stelvio.
Se il sistema delle strade per lo Spluga e lo Stelvio ebbe un primo inizio nel 1809 e non fu realizzato pienamente che nel 1832, nel VI Congresso degli scienziati tenutosi a Milano nel 1844 si attribuiva a lui il maggior merito per queste opere cospicue e il suo nome era citato come quello di un geniale animatore del progresso civile del paese.
Fu incaricato dal governo di Milano di riferire della situazione nel ducato di Parma, cosa che fece con due relazioni nel marzo 1768 e febbraio 1769.

## Riferimenti
Vedi le lettere del Conte Francesco Algarotti in Opere Vol. X anno 1784 da Google libri
Nuova raccolta d'autori italiani che trattano il moto delle acque a cura di Francesco Cardinali, Bologna, 1824

## Opere a stampa
Delle lodi della sacra cesarea reale apostolica maestà Maria Teresa imperadrice-regina orazione-Stampato in Milano nella stamperia Marelliana, 1770
L'Austria. Canto per il faustissimo parto di sua Altezza Reale la Serenissima Principessa Maria Beatrice D'Este Arciduchessa d'Austria stampato in Milano nella Stamperia di Giuseppe Marelli, 1775
Observations sur les campagnes du roi de Suede Gustave-Adolphe en Allemagne-Milan: Au Monastere Imperial de S. Ambroise, 1786
Versi in morte di Alberto Haller barone del Sac.Rom: Impero- Stampato in MIlano: appresso Giuseppe Marelli, 1778